# Werner Lambersy
Werner Lambersy (* 16. November 1941 in Antwerpen; † 18. Oktober 2021 in Paris) war ein belgischer Dichter französischer Sprache.

## Leben und Werk
Werner Lambersy unternahm in den 1970er Jahren große Reisen, unter anderem nach Indien und in die Vereinigten Staaten. Von 1987 bis 2002 war er im Centre Wallonie-Bruxelles (Belgisches Kunst- und Kulturhaus) von Paris für die Verbreitung der belgischen Literatur zuständig.
Lambersy veröffentlichte ab 1967 mehr als 50 Jahre lang zahlreiche Gedichtbände, für die er unter anderen Preisen den Grand Prix de poésie der Société des gens de lettres (2004) und den Prix Mallarmé (2015) erhielt.

## Werke soweit ins Deutsche übersetzt
- Maîtres et Maisons de thé. 1979.
  - (deutsch) Meister und Teehaus. Verlag im Wald, Rimbach 2003. (übersetzt von Rüdiger Fischer, 1943–2013)
- (zweisprachig) Quoique mon coeur en gronde = Auch wenn mein Herz dem grollt. Hitzeroth, Marburg 1988.
- (zweisprachig) 6 Août 1945 = 6. August 1945. Gedicht. Alpha, Sulzbach 2007. (übersetzt von Rüdiger Fischer)
- Conversation à l’intérieur d’un mur. Rhubarbe, Auxerre 2009, 2011.
  - (deutsch) Gespräch im Innern einer Mauer. Verlag im Wald, Rimbach 2009. (übersetzt von Rüdiger Fischer)